# Hiroyuki Takei
Hiroyuki Takei (japanisch 武井 宏之, Takei Hiroyuki; * 15. Mai 1972 in Yomogita, Präfektur Aomori) ist ein japanischer Manga-Zeichner, der vor allem durch seinen Manga Shaman King bekannt wurde.

## Leben
Hiroyuki Takeis Laufbahn begann mit der Dōjin-Serie SD Hyakkaten, die er in einem Fanzine veröffentlichte. 1993 nahm er an einem Wettbewerb des Manga-Magazins Weekly Shōnen Jump teil, konnte die Juroren allerdings noch nicht von seinem Talent überzeugen. Mit Itako no Anna gewann er ein Jahr später den Tezuka-Preis.
Als Gewinner des Wettbewerbs erlangte er Nobuhiro Watsukis Aufmerksamkeit und konnte gemeinsam mit Eiichirō Oda (One Piece) bei ihm als Assistent an der Serie Rurouni Kenshin arbeiten. Im Magazin Weekly Shōnen Jump veröffentlichte Takei 1997 seine erste eigene Serie, Butsu Zone. 1998 begann er mit der Shaman King, das sehr erfolgreich wurde, in eine Anime-Serie verfilmt und in mehrere Sprachen übersetzt wurde. Er schloss die Serie 2004 ab, begann jedoch 2012 mit Shaman King Flowers eine Fortsetzung.
Seine Arbeiten behandeln spirituelle Themen. Geister und Schamanen spielen in seinen Werken eine wesentliche Rolle.

## Werke
- SD Hyakkaten (SD百貨店)
- Sabaki no Kaminari (裁きの雷)
- Doragu Doll Dan (ドラグドール団, Doragu Dōru Dan)
- Itako no Anna (ITAKOのANNA; 1994)
- Desu Zero (デスゼロ, Desu Zero)
- Butsu Zone (仏ゾーン, Butsu Zōn; 1997)
- Shaman King (シャーマンキング, Shāman Kingu; 1998–2004)
- Exotica (エキゾチカ, Ekizochika; 2003)
- Jūki Ningen Yunboru (重機人間ユンボル, Jūki Ningen Yunboru; 2007)
- Ultimo (機巧童子ULTIMO; 2008–2015; Konzept: Stan Lee)
- Jumbor (ユンボル -JUMBOR-; seit 2010)
- Shaman King Flowers (シャーマンキングFLOWERS; 2012–2014)
- Nekogahara (猫ヶ原; 2015–2018)
- Shaman King The Super Star (seit 2018)